# Verena Fastenbauer
Verena Fastenbauer (* 21. September 1976 in Gmunden) ist eine österreichische Badmintonspielerin.

## Karriere
Fastenbauer gewann nach mehreren Juniorentiteln 1995 ihren ersten nationalen Titel bei den Erwachsenen. Sechs weitere folgten bis 2004. 2001 wurde sie bei der Weltmeisterschaft 17. im Damendoppel, 2002 gewann sie diese Disziplin bei den Italian International.
Aktuell leitet sie als Verantwortliche das Bundesliga-Training beim BC Montfort Feldkirch.
Neben ihrer Badmintonkarriere unterrichtet Fastenbauer an der HAK-Bregenz IT-Fächer und erstellt nebenberuflich Webseiten.
2019 war sie Leiterin des Studiengangs „Digital Innovation“ an der Fachhochschule Vorarlberg in Dornbirn.

## Sportliche Erfolge
| Saison | Veranstaltung                                  | Disziplin   | Platz | Name                                     |
| ------ | ---------------------------------------------- | ----------- | ----- | ---------------------------------------- |
| 1993   | Österreich: Einzelmeisterschaften der Junioren | Damendoppel | 1     | Verena Fastenbauer / Silke Ambrosch      |
| 1995   | Österreich: Einzelmeisterschaften der Junioren | Mixed       | 1     | Christoph Radinger / Verena Fastenbauer  |
| 1995   | Österreich: Einzelmeisterschaften der Junioren | Dameneinzel | 1     | Verena Fastenbauer                       |
| 1995   | Österreich: Einzelmeisterschaft                | Dameneinzel | 1     | Verena Fastenbauer                       |
| 1996   | Österreich: Einzelmeisterschaft                | Dameneinzel | 1     | Verena Fastenbauer                       |
| 1996   | Österreich: Einzelmeisterschaft                | Damendoppel | 1     | Sabine Ploner / Verena Fastenbauer       |
| 1997   | Österreich: Einzelmeisterschaft                | Dameneinzel | 1     | Verena Fastenbauer                       |
| 2000   | Romanian International                         | Damendoppel | 2     | Verena Fastenbauer / Karina Lengauer     |
| 2001   | Weltmeisterschaft                              | Damendoppel | 17    | Verena Fastenbauer / Karina Lengauer     |
| 2002   | Italian International                          | Damendoppel | 1     | Verena Fastenbauer / Simone Prutsch      |
| 2002   | Österreich: Einzelmeisterschaften              | Dameneinzel | 1     | Verena Fastenbauer                       |
| 2003   | Österreich: Einzelmeisterschaften              | Mixed       | 1     | Michael Lahnsteiner / Verena Fastenbauer |
| 2004   | Österreich: Einzelmeisterschaften              | Mixed       | 1     | Harald Koch / Verena Fastenbauer         |
| 2011   | Weltmeisterschaft Racketlon                    | Dameneinzel | 5     | Verena Fastenbauer                       |